# Alexia Chartereau
Alexia Chartereau Chery, née le 5 septembre 1998 au Mans dans la Sarthe, est une joueuse française de basket-ball évoluant aux postes d'ailière forte et pivot.
Avec l'équipe de France, elle obtient la médaille d'argent au championnat d'Europe 2019 et 2021 et une médaille de bronze olympique en 2020.

## Biographie
Elle est issue d'une famille de basketteurs. Sa mère, Sylvie Chiron, 1,85m, est internationale junior, a joué jusqu’en Nationale 3 avec le SC Moderne puis en Ligue Féminine, alors appelée Nationale 1, à Bordeaux, puis termine sa carrière aux JS Coulaines, club où débute Alexia et dont elle est devenue vice-présidente. Son père, Roland Chartereau a joué en Nationale 3 à Coulaines. Précoce, celle qui a été formée aux , elle est membre de l'équipe de France U18 battue en finale du championnat d'Europe de la catégorie face à l'Espagne en 2015. Elle est nommée dans le meilleur cinq du tournoi avec 12 points et 10,4 rebonds en moyenne par match.
Elle est championne du monde de basket 3×3 en 2015 à Debrecen, en Hongrie, où l'équipe de France U18 s'impose en finale face aux Américaines.
Elle dispute de nouveau cette compétition en 2016 avec le brassard de capitaine après avoir quelques semaines plus tôt participé au championnat U20. Selon son entraîneur Arnaud Guppillotte, « elle a beaucoup progressé mentalement, dans son esprit de compétition. Et maintenant, elle est capable de porter l'équipe sur ses épaules. Elle a développé un véritable leadership sur et en dehors du terrain. Elle est capable d'être moins bien en première mi-temps mais de revenir pour nous gagner le match par la suite ». La France remporte invaincue le tournoi battant en finale l'Espagne 74 à 44 avec 19 points, 12 rebonds et 3 passes décisives pour Chartereau qui, avec 13 points (45% aux tirs), 9 rebonds et 1,7 passe décisive en 22,7 minutes de jeu et plusieurs actions décisives est nommée meilleure joueuse du tournoi. Alexia Chartereau témoigne de cette épopée avec les U18 : « Cette expérience a permis à tout le monde de passer un cap. On est vraiment contentes d’avoir remporté ce titre parce qu’on avait des objectifs élevés (...) C’est vrai qu’il y’a eu des matchs compliqués mais après je pense qu’on a su toutes répondre présent au bon moment (...) J’ai su devenir une leader petit à petit avec l’équipe. Ça n’était pas facile parce que je n’avais pas fait la préparation avec elles ».
Elle s'engage pour 2016-2017 avec le club de Bourges : « Je vais plutôt être là pour apprendre, prendre de l’expérience. J’aurais un rôle certes plus petit, moins de responsabilités mais je fais entièrement partie de l’équipe professionnelle et j’apporterais ce que je pourrais apporter (...) Je veux commencer dans un grand club pour tout de suite me confronter au haut-niveau. Je vais bien voir comment ça va se passer mais je pense que je suis prête à vivre une grande expérience. » Elle remporte la Coupe de France 2017 face à Charleville en inscrivant 9 points.
Elle fait partie de l'équipe de France médaillée de bronze aux Jeux olympiques d'été de 2020 à Tokyo.
Quelques semaines avant le début de la saison 2024-2025, son club de Lyon annonce qu’Alexia Chery « met sa carrière entre parenthèses, afin de se rapprocher de sa famille ».

## Clubs
- 2003-2013 :  Jeunesses sportives Coulaines[11]
- 2013-2016 :  Centre fédéral
- 2016-2021 :  Tango Bourges Basket
- 2021-2024 :  LDLC ASVEL féminin

## Palmarès

### Équipe nationale

#### Seniors
- Médaille de bronze aux Jeux olympiques d'été de 2020 à Tokyo[12]
- Médaille d'argent au championnat d'Europe 2017[13]en République tchèque
- Médaille d'argent au championnat d'Europe 2019 à Belgrade (Serbie)[14]
- Médaille d'argent au championnat d'Europe 2021 en France et en Espagne
- Médaille de bronze au Championnat d’Europe 2023[15]
- Médaille d'argent aux Jeux olympiques d'été de 2024 à Paris.

#### Jeunes
- Médaille d'or au championnat du monde de 3×3 U18 2015[4]
- Médaille d'argent au championnat d'Europe U18 2015[5]
- Médaille d'or au championnat d'Europe U18 2016[6]

### En club
- Coupe de France 2017 [9], 2018[16] et 2019[17] ;
- Vainqueur du Championnat de France: 2018[18], 2023[19]
- Finaliste du Championnat de France : 2021-22[20]
- Vainqueur de l'Eurocoupe 2023[21]

## Distinctions personnelles
- Meilleur cinq du championnat d'Europe U18 2015[7]
- Meilleur joueuse du championnat d'Europe U18 2016[7]
- Meilleur espoir de la Ligue féminine de basket 2017[22] et 2018[23]
- Meilleure joueuse de la Ligue féminine de basket 2021[24]
- Cinq Majeur LFB : saison 2020-2021[25]
- Chevalier de l'ordre national du Mérite (décret du 8 septembre 2021)[26]